# Alexandre Dumas den äldre
Alexandre Dumas den äldre ("Dumas père"), född 24 juli 1802 i Villers-Cotterêts, Aisne, död 5 december 1870 i Puys nära Dieppe, Seine-Maritime, var en fransk författare. Hans far, Thomas Alexandre Dumas, var en fransk general. Alexandre Dumas skrev bland annat de berömda Greven av Monte Cristo ("Le Comte de Monte-Cristo") och De tre musketörerna ("Les Trois Mousquetaires") och även den tredje klassikern Mannen med järnmasken.
Alexandre Dumas d.ä. är mest känd för sina många historiska romaner och äventyrsromaner. Många av hans romaner, som till exempel just Greven av Monte Cristo och De tre musketörerna, skrevs först som följetonger. Dumas skrev också pjäser, artiklar och tidningar och var en högt ärad korrespondent.

## Biografi
Dumas farmor Marie-Cessette var en förslavad kvinna från Karibien och han blev under sin livstid utsatt för betydande rasism. Många karikatyrer spelade ohämmat på hans utseende. Hans far dog när Alexandre bara var fyra år och familjen levde därefter i fattigdom. Den unge Alexandre var inte road av studier utan föredrog att tjuvjaga i skogarna. 
Han fick ett arbete som renskrivare på ett advokatkontor i hemstaden, men när han upptäckte teatern och William Shakespeare och fick en vän, Adolphe de Leuven (son till den för inblandning i mordet på Gustaf III landsförvisade Adolph Ribbing), som skrev poesi, beslöt Alexandre sig för att resa till Paris och bli författare. Han började med att skriva historiska dramer, till exempel ett om drottning Kristina av Sverige och mordet på Monaldesco, Christine (1827). Versdramat visade sig inte ligga för honom, och framgången uteblev. Hans nästa verk, författat på prosa, det romantiska kärleksdramat Henri III et sa cour (1829) mottogs med stormande entusiasm av hans unga läsare, och blev hans stora genombrott. En mängd pjäser följde nu, "Antony" (1831), ett stycke våldsam kärleksromantik från samtiden, Charles VII ches ses grands vassaux (1831), La tour de Nesle (1832, i samarbete med Frédéric Gaillardet), Kean (1836) och Mlle de Belle-Isle (1839) och många andra. Hans dramatik var under många år högt uppburen och han ansågs vid sidan av Victor Hugo som ledare för den romantiska riktningen inom fransk litteratur.
Efter några år mattades dock intresset för hans dramatik, något som försatte honom i ekonomiska trångmål. Dumas var nöjeslysten, slösaktig och givmild, och förstod sig inte det minsta på affärer. En biograf har beskrivit hans levnad som en outredbar härva av arbete, kärlek, gastronomi, resor, fester, finansspekulationer, lysande framgångar, förkrossande nederlag, glans och elände. Tillsammans med en av sina älskarinnor fick han sonen Alexandre Dumas den yngre, som togs om hand av och uppfostrades efter bästa förmåga av fadern. Den yngre Dumas brukade i 20-årsåldern presentera sin far med orden: "Detta är min far, ett stort barn, som jag fick när jag var mycket liten."
Dumas dramatik, som omfattar omkring 25 volymer intar dock en mycket blygsam del i hans produktion. Romanerna, tillsammans med reseskildringar och annat författarskap omfattar 257 volymer, är det som han främst blivit ihågkommen för. Omkring 1840 lärde han känna den före detta historieprofessorn Auguste Maquet, och inledde i samarbete med denne sin omfattande produktion av historiska romaner. Maquet gjorde grovarbetet och den historiska forskningen, vilket därefter av Dumas gavs fart och dramatik. Senare tillkom även andra medarbetare, bland annat Paul Lacroix, och många andra författare ondgjorde sig över Dumas "romanfabrik".
Av hans många romaner, vilka utspelar sig från hundraårskriget fram till revolutionen är d'Artagnan-cykeln den mest kända, och omfattar Les trois mousquetaires (1844), Vingt ans après (1845) och Vicomte de Bragelonne (1848). Chicot-cykeln, som kommer därnäst, omfattar La reine Margot (1845), La dame de Montsoreau (1846) och Les Quarante-cinq (1847). Dessutom skrev han en omfångsrik Cagliostro-cykel, men Joseph Balsamo (1846) och Les Quarante-cinq (1847), som är de båda första och mest lästa böckerna i sviten. Isolerad och utanför den strikt historiska genren står Le comte de Monte-Cristo (1845), ett av Dumas mest lästa verk. Han lämnade här arvet från Walter Scott och arbetade i stället i en vulgariserad Byron-stil."
Dumas senare år var bekymmersamma. Han inledde en mängd olika projekt för att försöka förbättra sin ständigt usla ekonomi. Han sysselsatte sig som föreläsare, teaterchef och försökte slå sig fram som tidningsutgivare. Som 57-åring var han med på Garibaldis befrielsetåg till Sicilien, ett tåg han beskrev i Les garibaldiens (1861). Under sina sista år vårdades han av sin son och avled av en stroke på sonens lantställe vid Dieppe."
Han lät även bygga ett sagoslott som fick heta Monte-Cristo och grundade en egen teater, Théatre historique, som enbart skulle spela Dumas egna pjäser. Skulderna tvingade honom i landsflykt för en tid. 
Dumas gjorde flera resor och hans reseberättelser var också populära. Efter en Tysklandsresa 1868 skrev han "La terreur prussienne" för att varna för ett kommande krig med Preussen.
Kuriosa är att den franske författaren Jules Verne (1828-1905) var en stor beundrare av båda generationer Alexandre Dumas, men i synnerhet den äldre. Vernes roman Mathias Sandorf (1885) är starkt inspirerad av Greven av Monte Cristo.

## Eftermäle
Asteroiden 9059 Dumas är uppkallad efter honom.

## Verk översatta till svenska, urval

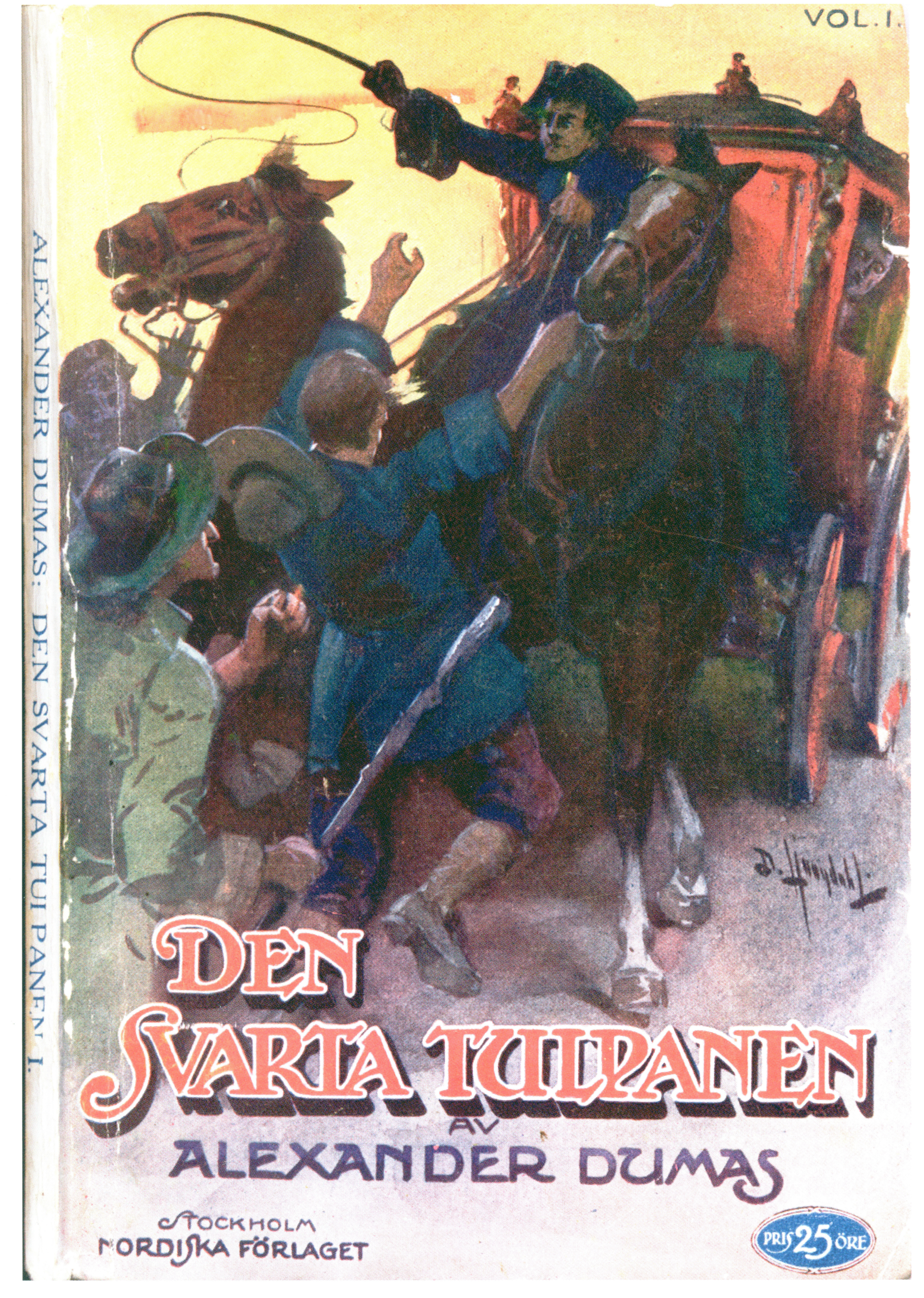
Omslag av David Ljungdahl till Den svarta tulpanen 1913.

- Pauline, 1843, även som "Död för världen", senaste utgåvan under titeln "Den sköna grevinnan eller Pauline" 1929
- Napoleon, 1843
- Ascanio, 1844
- Riddaren d'Harmental, 1844 även De sammansvurna (Le chevalier d'Harmental)
- Chevalier de Maison Rouge, 1847, senaste upplaga med titeln "Den siste chevaliern" 1928 (Le chevalier de Maison-Rouge)
- Den svarta tulpanen, 1851, senaste utgåva 1958 (La tulipe noire)
- Olympia de Clèves, 1852
- Isaac Laquedem (2 vol), 1853
- Ludvig den sextonde (5 vol), 1860
- Mina husdjurs historia, 1871
- Sagan om Wilhelm Tell och det schweiziska edsförbundets uppkomst, berättad för ungdom, 1871 (senaste utgåva 1911)
- Kapten Pamphile, 1872, senaste utgåva med titeln "Kapten Pamphiles äventyr" 1972 (Le capitaine Pamphile)
- Jehus följe, 1876, senaste utgåva med titeln "Jehus följeslagare: Historisk roman från Napoleon den I:s dagar" 1921 (Les compagnons de Jéhu)
- Cagliostro (2 vol), 1885, senaste upplaga 1924
- De båda Dianorna, 1847-48, senaste upplaga 1912 (Les deux Diane)
- Hertigen av Savojen och hans page, 1914 (Le page de duc de Savoie)
- Blodshämnden, 1915 (Les frères corses)
- Den röda sfinxen, 1947 (Le sphinx rouge)
- Ungdomsminnen, 1947
- Greven av Monte Cristo 1844
- Varulven, 1976 (Le meneur de loups)
- De tre musketörerna 1844

Chicot-sviten:
- Drottning Margot 1846, senaste upplaga 1959 (La reine Margot)
- Grefvinnan de Monsoreau, 1846, senaste upplaga med titeln "Diana" 1962 (La dame de Monsoreau)
- De fyratiofem, 1847, senaste upplaga med titeln "Den heliga ligan" 1963 (Les quarante-cinq)

En läkares anteckningar (Memoires d'un médecin):
- 1-3: Joseph Balsamo, 1847-48
- 4: Drottningens halsband, 1849 (Le collier de la reine)
- 5: Grevinnan de Charny, 1886-87 (La comtesse de Charny)
- 6: Ange Pitou, 1851